# Список заслуженных тренеров России по вольной борьбе
Ниже приводится неполный список Заслуженных тренеров России по вольной борьбе. Звание присваивается с 1992 года.

## 1992
- Абдулбеков, Нажмудин Абдулбекович
- Кохарь, Владимир Викторович

## 1993
- Алексеев, Виктор Петрович
- Андренов, Сырен-Доржи Дашеевич
- Горбань, Александр Васильевич
- Егоров, Борис Прокопьевич
- Епифанов, Андрей Иванович
- Карамчаков, Андрей Алексеевич
- Карпенко, Николай Петрович
- Карпенко, Фёдор Петрович
- Логутов, Юрий Александрович
- Лощаков, Александр Иванович
- Мзоков, Феликс Захарович
- Моховиков, Сергей Николаевич
- Насрудинов, Касум Сапиханович
- Нелюбин, Виктор Валентинович
- Потдыков, Балкан Аширович
- Савлохов, Борис Сосланович
- Савлуков, Александр Николаевич
- Тулупов, Василий Иванович
- Уначев, Григорий Каральбиевич
- Хандкаров, Сергей Юрьевич
- Хугаев, Анатолий Гигуцаевич
- Чапаев, Алик Борисович
- Яковлев, Будимир Григорьевич

## 1995
- Бязров, Савелий Моисеевич
- Гамидов, Гамид Мустафаевич
- Гусов, Олег Асланбекович
- Макоев, Ахсарбек Борисович
- Рожков, Виктор Михайлович
- Романов, Андрей Анатольевич
- Самаев, Майрбек Сергеевич
- Скуднев, Владимир Митрофанович
- Тавитов, Валерий Данилович
- Тараканов, Борис Иванович
- Хожиков, Иса Ибрагимович
- Цкаев, Маирбек Таймуразович
- Шебзухов, Беслан Шахмурзович

## 1996
- Бекмурзов, Константин Васильевич
- Бондарев, Александр Фёдорович
- Вараев, Адлан Абуевич
- Джангиров, Жора Арутюнович
- Ирбайханов, Висмурад Абдурахманович
- Магомедгаджиев, Анвар Абдулаевич
- Нусуев, Шевалье Семандуевич
- Фадзаев, Артур Борисович
- Цебоев, Владислав Владимирович

## 1997
- Алиев, Иманмурза Эльмурзаевич
- Лалиев, Лаврентий Митоевич
- Омаров, Муса Мугутдинович

## 1998
- Гизиков, Маир Адзабеевич
- Дзидаханов, Дмитрий Владимирович
- Ирбайханов, Исхак Абдурахманович
- Наниев, Олег Владимирович

## 1999
- Гаркин, Николай Владимирович
- Перфильев, Виталий Анатольевич

## 2000
- Алексеев, Валерий Петрович
- Будаев, Борис Дугданович
- Ванчиков, Пётр Бамбариевич
- Витковский, Сергей Сергеевич
- Гантман, Яков Ильич
- Гвоздецкий, Сергей Владимирович
- Горинов, Владимир Васильевич
- Джиоев, Владимир Умарович
- Калоев, Артур Ахсарбекович
- Подливаев, Борис Анатольевич
- Райков, Виктор Кириллович
- Рубаев, Руслан Борисович
- Рудов, Александр Иванович
- Тахиров, Элданиз Солтан-Оглы
- Техов, Алан Георгиевич
- Томаев, Эльбрус Ефимович
- Хаников, Мухамед Мзутович
- Чернов, Геннадий Вячеславович
- Чубинидзе, Михаил Леванович
- Эркенов, Тембулат Хусейнович

## 2001
- Бухтояров, Иван Михайлович
- Гитинов, Идрис Магомедрасулович
- Карпенко, Виктор Анатольевич
- Невзоров, Виктор Михайлович
- Уцумуев, Мухтарутдин Дадашевич
- Юсупов, Майрбек Нагабекович

## 2002
- Вахтель, Владимир Иванович
- Кулумбегов, Борис Герасович
- Попов, Владимир Дмитриевич
- Тедеев, Дзамболат Ильич
- Фёдоров, Борис Прокопьевич

## 2003
- Ашижев, Хапаго Назрунович
- Белоглазов, Анатолий Алексеевич
- Белоглазов, Сергей Алексеевич
- Бумбошкин, Владислав Матвеевич
- Гаджиханов, Насыр Рамазанович
- Мирзаев, Абдурахман Ильясович
- Сивцев, Иван Николаевич
- Шахмурадов, Юрий Аванесович

## 2004
- Зайцев, Валерий Михайлович

## 2005
- Таймазов, Андрей Захарович
- Тейзиев, Алан Русланович
- Хугаев, Юрий Сосланович